# Shunsuke Nakamura
Shunsuke Nakamura (中村 俊輔 Nakamura Shunsuke?, Yokohama, Kanagawa, 24 de junio de 1978) es un exfutbolista japonés que jugaba en la posición de mediocampista.

## Trayectoria
Debutó profesionalmente de la mano de Xabier Azkargorta en el Yokohama Marinos.
Llegó en 2002 a la Serie A de Italia con el Reggina Calcio tras marcar 11 goles. Luego, en el 2005 fue traspasado al Celtic de Glasgow.
En su primera temporada, ayudó en ganar la Premier League Escocesa y la Copa de la Liga Escocesa.
En 2009 fue traspasado al Real Club Deportivo Espanyol, club perteneciente a la Primera División de España, firmando un contrato de dos años de duración.
Con una gran expectación mediática, el jugador fue presentado el 13 de julio ante más de 8000 personas en el nuevo estadio de Cornellà-El Prat. Sin embargo, el jugador no logró aclimatarse a su nuevo destino, gozando de pocas oportunidades de juego. El técnico españolista, Mauricio Pochettino, llegó a afirmar que "existe un problema de comunicación, de adaptación". Finalmente, antes de finalizar la temporada, el 26 de febrero de 2010, fue traspasado al Yokohama F. Marinos por 1.2 millones de euros.
Tras seis años en el club donde debutó, en enero de 2017, puso punto final a su segunda etapa en Yokohama F. Marinos para irse a Júbilo Iwata.
En julio de 2019 abandonó el Júbilo Iwata y fichó por el Yokohama FC.
En octubre de 2022 anunció su retiro del fútbol profesional a los 44 años.

## Selección nacional

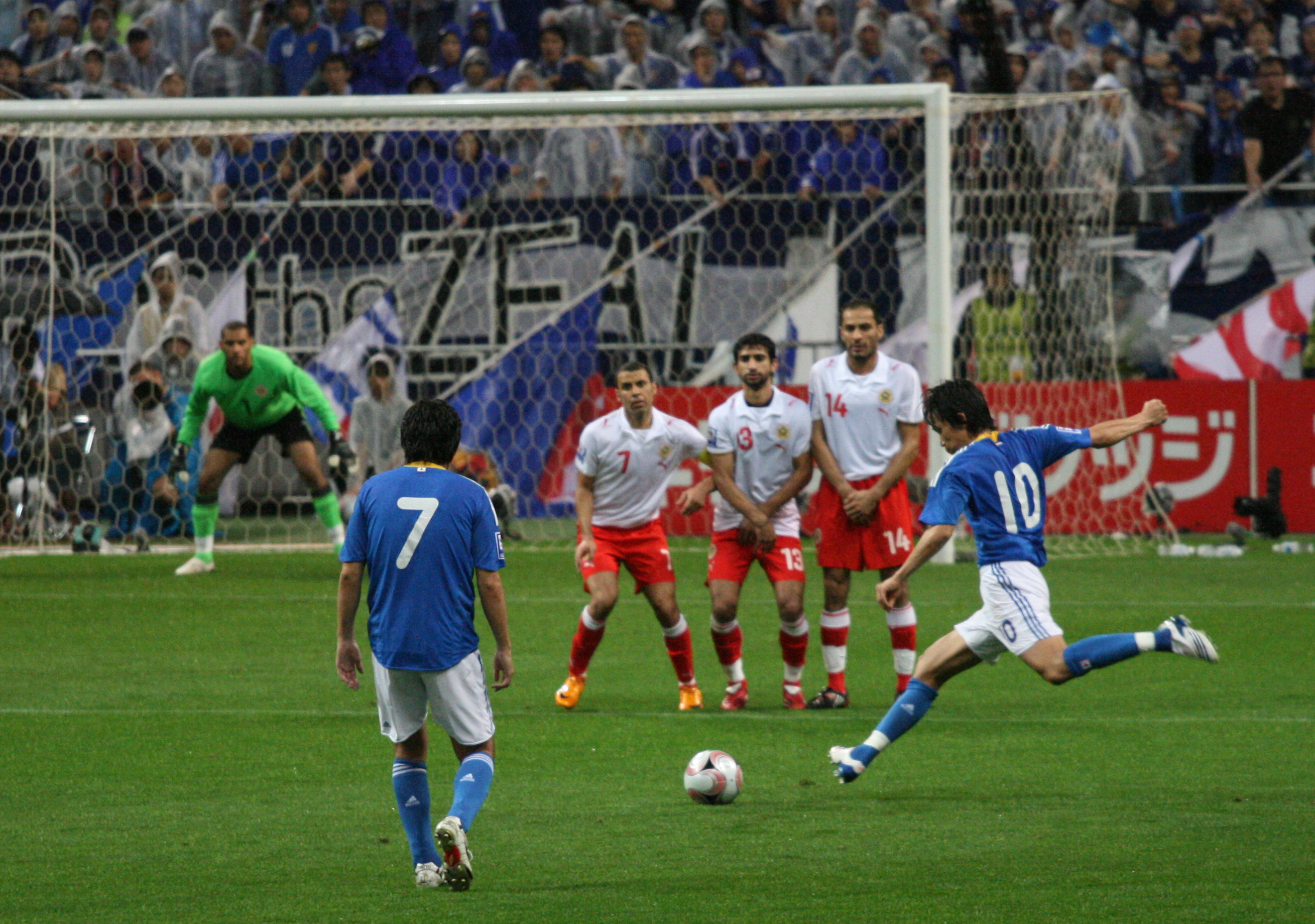
Nakamura ejecutando un tiro libre.

Debutó el 13 de febrero de 2000 con la selección de fútbol de Japón contra Singapur.
Desde entonces ha sido internacional en 98 ocasiones con la selección japonesa, marcando 24 goles. Ha ganado la Copa Asiática en 2000 y en 2004 y además fue nombrado como jugador más valioso de la competición en 2004. Participar en la Copa Mundial de Fútbol de 2006 y las Copa FIFA Confederaciones de 2003 y 2005.
Con la selección sub-20 de Japón participó en el Campeonato Juvenil de la AFC en 1996, alcanzando las semifinales y en la Copa Mundial de Fútbol Sub-20 de 1997, llegando a los cuartos de final del certamen. Con la selección japonesa sub-23 alcanzó los cuartos de final de los Juegos Olímpicos 2000.
El 2 de julio de 2010 anunció su retiro de la selección tras no haber jugado en la Copa Mundial de Fútbol de 2010, salvo algunos minutos en el partido en el que terminó imponiéndose Países Bajos por 1-0.

### Participaciones en fases finales
| Copa                      | Sede                                | Resultado        | Partidos | Goles |
| ------------------------- | ----------------------------------- | ---------------- | -------- | ----- |
| Juegos Olímpicos 2000     | Sídney                              | Cuartos de final | 4        | 0     |
| Copa Asiática 2000        | Líbano                              | Campeón          | 5        | 0     |
| Copa Confederaciones 2003 | Francia                             | Primera fase     | 2        | 3     |
| Copa Asiática 2004        | China                               | Campeón          | 6        | 2     |
| Copa Confederaciones 2005 | Alemania                            | Primera fase     | 3        | 0     |
| Copa Mundial 2006         | Alemania                            | Primera fase     | 3        | 1     |
| Copa Asiática 2007        | Indonesia Malasia Tailandia Vietnam | Cuarto lugar     | 6        | 2     |
| Copa Mundial 2010         | Sudáfrica                           | Octavos de final | 1        | 0     |
| Total                     | Total                               | Total            | 30       | 8     |

### Estadísticas
| Selección    | Año       | Part. | Goles |
| ------------ | --------- | ----- | ----- |
| Japón sub-20 | 1997      | 5     | 1     |
| Japón sub-23 | 2000      | 4     | 0     |
| Japón        | 2000-2010 | 98    | 24    |
| Total        | Total     | 107   | 25    |

## Estadísticas

### Clubes
| Club | Div.          | Temporada     | Liga  | Liga  | Copas nacionales(1) | Copas nacionales(1) | Copa de la Liga(2) | Copa de la Liga(2) | Torneos internacionales(3) | Torneos internacionales(3) | Otros(4) | Otros(4) | Total | Total |
| Club | Div.          | Temporada     | Part. | Goles | Part.               | Goles               | Part.              | Goles              | Part.                      | Goles                      | Part.    | Goles    | Part. | Goles |
| --- | ------------- | ------------- | ----- | ----- | ------------------- | ------------------- | ------------------ | ------------------ | -------------------------- | -------------------------- | -------- | -------- | ----- | ----- |
| Yokohama F. Marinos Japón | 1.ª           | 1997          | 27    | 5     | 1                   | 0                   | 3                  | 0                  | —                          | —                          | —        | —        | 31    | 5     |
| Yokohama F. Marinos Japón | 1.ª           | 1998          | 33    | 9     | 0                   | 0                   | 4                  | 1                  | —                          | —                          | —        | —        | 37    | 10    |
| Yokohama F. Marinos Japón | 1.ª           | 1999          | 26    | 7     | 3                   | 1                   | 4                  | 0                  | —                          | —                          | —        | —        | 33    | 8     |
| Yokohama F. Marinos Japón | 1.ª           | 2000          | 30    | 5     | 2                   | 0                   | 4                  | 1                  | —                          | —                          | 2        | 0        | 38    | 6     |
| Yokohama F. Marinos Japón | 1.ª           | 2001          | 24    | 3     | 1                   | 0                   | 6                  | 2                  | —                          | —                          | —        | —        | 31    | 5     |
| Yokohama F. Marinos Japón | 1.ª           | 2002          | 8     | 4     | 0                   | 0                   | 0                  | 0                  | —                          | —                          | —        | —        | 8     | 4     |
| Yokohama F. Marinos Japón | 1.ª           | 2010          | 32    | 5     | 2                   | 1                   | 1                  | 0                  | —                          | —                          | —        | —        | 35    | 6     |
| Yokohama F. Marinos Japón | 1.ª           | 2011          | 24    | 4     | 5                   | 2                   | 2                  | 0                  | —                          | —                          | —        | —        | 31    | 6     |
| Yokohama F. Marinos Japón | 1.ª           | 2012          | 31    | 6     | 5                   | 2                   | 3                  | 0                  | —                          | —                          | —        | —        | 39    | 8     |
| Yokohama F. Marinos Japón | 1.ª           | 2013          | 33    | 10    | 5                   | 1                   | 10                 | 2                  | —                          | —                          | —        | —        | 48    | 13    |
| Yokohama F. Marinos Japón | 1.ª           | 2014          | 32    | 3     | 0                   | 0                   | 1                  | 0                  | 5                          | 0                          | 1        | 0        | 39    | 3     |
| Yokohama F. Marinos Japón | 1.ª           | 2015          | 19    | 3     | 2                   | 0                   | 1                  | 0                  | —                          | —                          | —        | —        | 22    | 3     |
| Yokohama F. Marinos Japón | 1.ª           | 2016          | 19    | 4     | 3                   | 1                   | 1                  | 1                  | —                          | —                          | —        | —        | 23    | 6     |
| Yokohama F. Marinos Japón | Total club    | Total club    | 338   | 68    | 29                  | 8                   | 40                 | 7                  | 5                          | 0                          | 3        | 0        | 415   | 83    |
| Reggina Calcio · Italia | 1.ª           | 2002-03       | 31    | 7     | 4                   | 1                   | —                  | —                  | —                          | —                          | 1        | 0        | 36    | 8     |
| Reggina Calcio · Italia | 1.ª           | 2003-04       | 16    | 2     | 2                   | 0                   | —                  | —                  | —                          | —                          | —        | —        | 18    | 2     |
| Reggina Calcio · Italia | 1.ª           | 2004-05       | 33    | 2     | 0                   | 0                   | —                  | —                  | —                          | —                          | —        | —        | 33    | 2     |
| Reggina Calcio · Italia | Total club    | Total club    | 80    | 11    | 6                   | 1                   | —                  | —                  | —                          | —                          | 1        | 0        | 87    | 12    |
| Celtic F. C. Escocia | 1.ª           | 2005-06       | 33    | 6     | 1                   | 0                   | 4                  | 0                  | —                          | —                          | —        | —        | 38    | 6     |
| Celtic F. C. Escocia | 1.ª           | 2006-07       | 37    | 9     | 5                   | 0                   | 0                  | 0                  | 8                          | 2                          | —        | —        | 50    | 11    |
| Celtic F. C. Escocia | 1.ª           | 2007-08       | 26    | 6     | 4                   | 1                   | 0                  | 0                  | 6                          | 1                          | —        | —        | 36    | 8     |
| Celtic F. C. Escocia | 1.ª           | 2008-09       | 32    | 8     | 2                   | 0                   | 3                  | 1                  | 5                          | 0                          | —        | —        | 42    | 9     |
| Celtic F. C. Escocia | Total club    | Total club    | 128   | 29    | 12                  | 1                   | 7                  | 1                  | 19                         | 3                          | —        | —        | 166   | 34    |
| R. C. D. Espanyol · España | 1.ª           | 2009-10       | 13    | 0     | 2                   | 0                   | —                  | —                  | —                          | —                          | —        | —        | 15    | 0     |
| Júbilo Iwata Japón | 1.ª           | 2017          | 30    | 5     | 1                   | 0                   | 0                  | 0                  | —                          | —                          | —        | —        | 31    | 5     |
| Júbilo Iwata Japón | 1.ª           | 2018          | 16    | 0     | 0                   | 0                   | 2                  | 0                  | —                          | —                          | —        | —        | 18    | 0     |
| Júbilo Iwata Japón | 1.ª           | 2019          | 2     | 0     | 0                   | 0                   | 0                  | 0                  | —                          | —                          | —        | —        | 2     | 0     |
| Júbilo Iwata Japón | Total club    | Total club    | 48    | 5     | 1                   | 0                   | 2                  | 0                  | —                          | —                          | —        | —        | 51    | 5     |
| Yokohama F. C. Japón | 2.ª           | 2019          | 10    | 1     | 1                   | 0                   | —                  | —                  | —                          | —                          | —        | —        | 11    | 1     |
| Yokohama F. C. Japón | 1.ª           | 2020          | 10    | 0     | 0                   | 0                   | —                  | —                  | —                          | —                          | —        | —        | 10    | 0     |
| Yokohama F. C. Japón | 1.ª           | 2021          | 12    | 0     | 1                   | 0                   | 1                  | 0                  | —                          | —                          | —        | —        | 14    | 0     |
| Yokohama F. C. Japón | 2.ª           | 2022          | 6     | 0     | 0                   | 0                   | —                  | —                  | —                          | —                          | —        | —        | 6     | 0     |
| Yokohama F. C. Japón | Total club    | Total club    | 38    | 1     | 2                   | 0                   | 1                  | 0                  | —                          | —                          | —        | —        | 41    | 1     |
| Total carrera | Total carrera | Total carrera | 657   | 115   | 50                  | 11                  | 49                 | 8                  | 24                         | 3                          | 4        | 0        | 795   | 136   |
| (1) Incluye datos de la Copa del Emperador, Copa Italia, Copa de Escocia y Copa del Rey. (2) Incluye datos de la Copa J. League y Copa de la Liga de Escocia. (3) Incluye datos de la Liga de Campeones de la UEFA y Liga de Campeones de la AFC. (4) Incluye datos del Campeonato J. League, desempate por el descenso a la Serie B y Supercopa de Japón. |               |               |       |       |                     |                     |                    |                    |                            |                            |          |          |       |       |

## Palmarés

### Campeonatos nacionales
| Título                     | Club                | País    | Año  |
| -------------------------- | ------------------- | ------- | ---- |
| Copa J. League             | Yokohama F. Marinos | Japón   | 2001 |
| Copa de la Liga de Escocia | Celtic F. C.        | Escocia | 2006 |
| Premier League de Escocia  | Celtic F. C.        | Escocia | 2006 |
| Premier League de Escocia  | Celtic F. C.        | Escocia | 2007 |
| Copa de Escocia            | Celtic F. C.        | Escocia | 2007 |
| Premier League de Escocia  | Celtic F. C.        | Escocia | 2008 |
| Copa de la Liga de Escocia | Celtic F. C.        | Escocia | 2009 |
| Copa del Emperador         | Yokohama F. Marinos | Japón   | 2013 |

### Campeonatos internacionales
| Título        | Club               | Sede   | Año  |
| ------------- | ------------------ | ------ | ---- |
| Copa Asiática | Selección de Japón | Líbano | 2000 |
| Copa Asiática | Selección de Japón | China  | 2004 |

### Distinciones individuales
| Distinción                          | Año              |
| ----------------------------------- | ---------------- |
| J. League Best XI                   | 1999, 2000, 2013 |
| Jugador Más Valioso de la J. League | 2000, 2013       |
| Futbolista japonés del año          | 2000, 2013       |
| Mejor jugador de la Copa Asiática   | 2004             |